# Mulinum microphyllum
Mulinum microphyllum là một loài thực vật có hoa trong họ Hoa tán. Loài này được Pers. mô tả khoa học đầu tiên.